# Proteina-istidina N-metiltransferasi
La proteina-istidina N-metiltransferasi è un enzima appartenente alla classe delle transferasi, che catalizza la seguente reazione:
S-adenosil-L-metionina + proteina L-istidina ⇄ S-adenosil-L-omocisteina + proteina Nτ-metil-L-istidina
L'enzima è altamente specifico per i residui di istidina dell'actina.